# Wiązar krokwiowy
Wiązar krokwiowy – najprostszy wiązar o rozpiętości do 6 m. Składa się z dwóch krokwi opartych na belce wiązarowej (jak na rys.) lub ścianach budynku (na murłatach lub belkach oczepowych). Krokwie przenoszą siły (naprężenia) ściskające i zginające. 
| Elementy wiązara: 1. belka wiązarowa (w niektórych konstrukcjach belka stropowa) 2. krokiew |